# Svedvi landskommun
Svedvi landskommun var en tidigare kommun i Västmanlands län.

## Administrativ historik
Kommunen bildades i Svedvi socken i Snevringe härad i Västmanland när 1862 års kommunalförordningar trädde i kraft 1863. 
8 december 1939 inrättades i kommunen Hallstahammars municipalsamhälle.
Kommunen med municipalsamhället ombildades 1943 till Hallstahammars köping som 1971 ombildades till Hallstahammars kommun.

## Politik

### Mandatfördelning i Svedvi landskommun 1938
| 4 | 14 | 2 | 1 |

| 20 |